# Wolnowo
Wolnowo – jezioro na Pojezierzu Ińskim, położone w woj. zachodniopomorskim, w powiecie łobeskim, w gminie Węgorzyno. Powierzchnia zwierciadła wody wynosi 8,90 ha.
Zbiornik w typologii rybackiej jest jeziorem linowo-szczupakowym.
Administratorem wód Wolnowa jest Regionalny Zarząd Gospodarki Wodnej w Szczecinie.
Nieopodal zachodniego brzegu jeziora przebiega droga wojewódzka nr 151. Na północny zachód od Wolnowa leży wieś Stare Węgorzynko, a na południowy wschód wieś Granica.
Do 1945 roku jezioro posiadało niemiecką nazwę Groß Wollow See.